# Marshallplanen

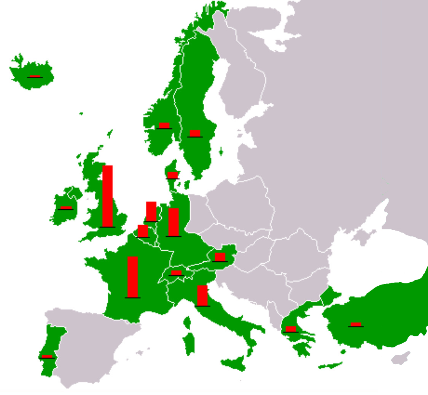
Mottagare av Marshallhjälpen

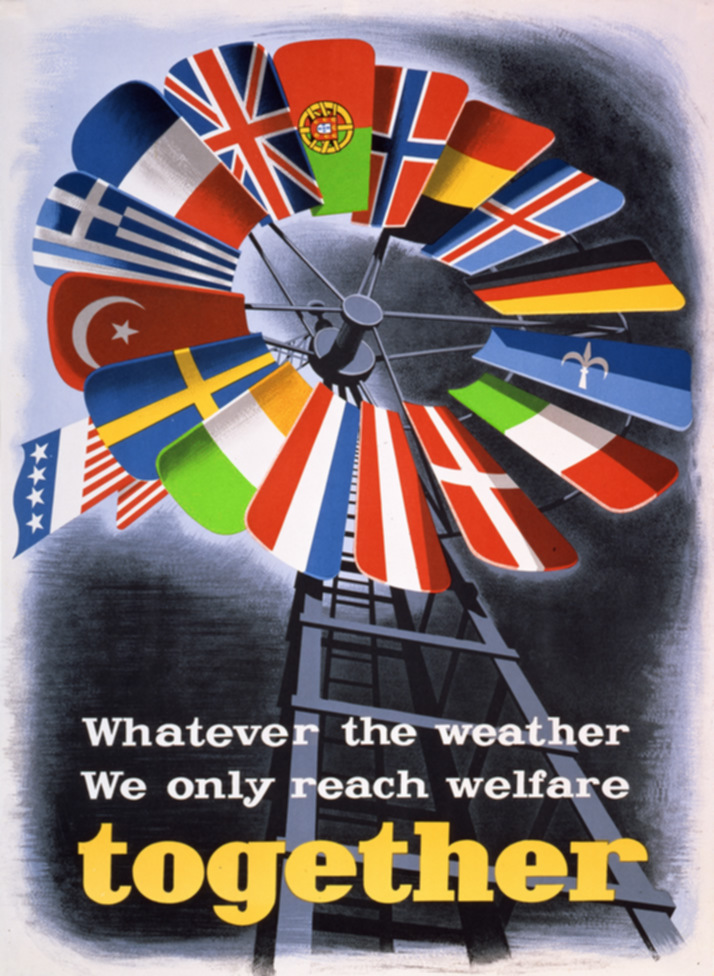
Amerikansk affisch för att främja Marshallplanen. Den blå flaggan på högersidan är Fristaten Triestes flagga, som egentligen ska vara röd.

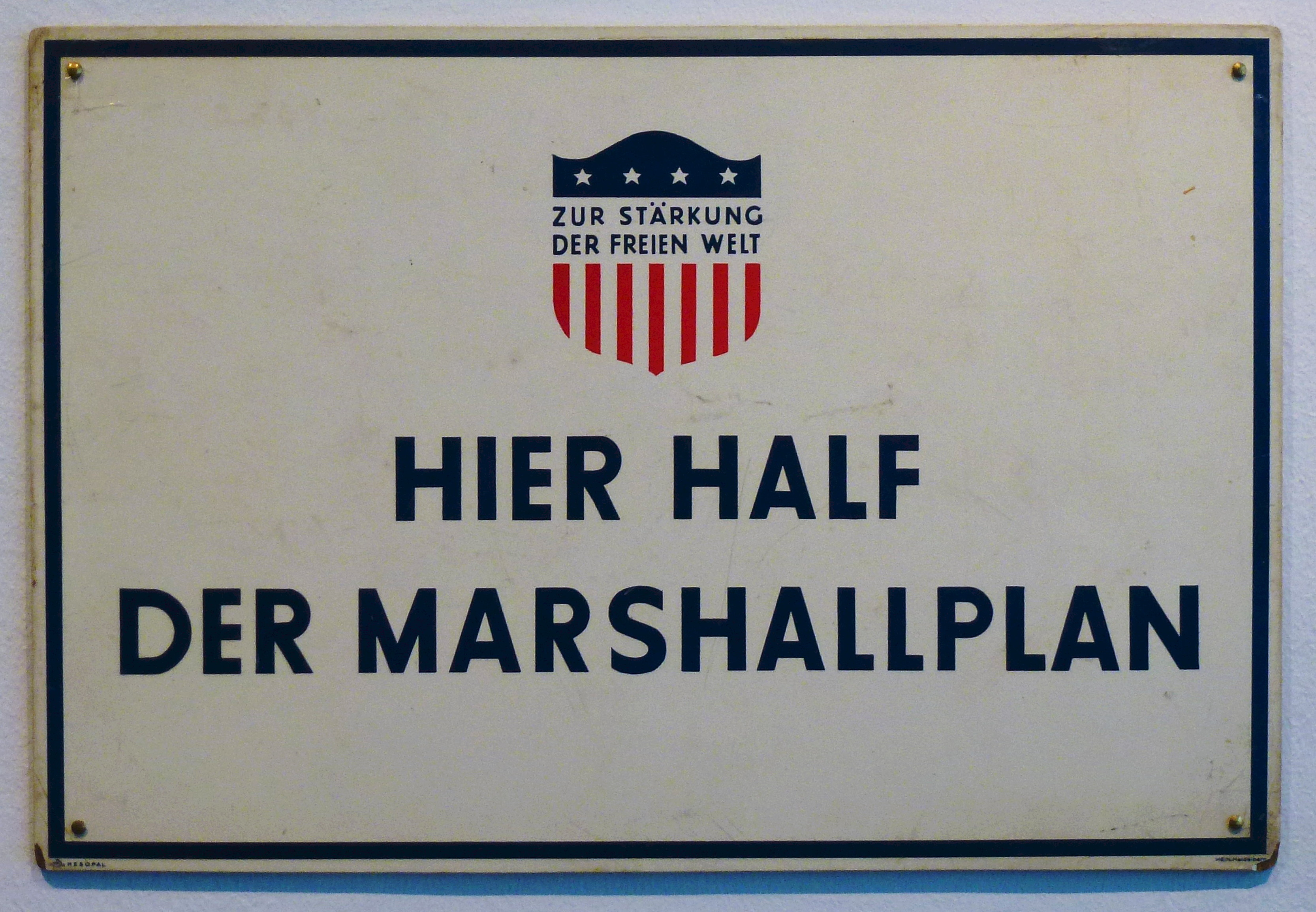
”Hier half der Marshallplan”.

Marshallplanen var ett amerikanskt initiativ för att ekonomiskt bidra till återuppbyggnaden av Europa efter andra världskriget. Planen uppkallades efter USA:s dåvarande utrikesminister George C. Marshall.

## Bakgrund till Marshallplanen
Efter andra världskriget låg Europa i ruiner. Värst drabbade var Tyskland och de tyska städerna. Fabriker och bostadshus var sönderbombade av amerikanska och brittiska flygplan. När kriget tagit slut ockuperades Tyskland av amerikanska, brittiska, franska och sovjetiska trupper. Tysklands västra delar var ockuperade och uppdelade mellan de allierade innan Förbundsrepubliken Tyskland Västtyskland grundades några år senare. De östra delarna ockuperades av Sovjetunionen, och de kom att bilda Tyska demokratiska republiken (DDR), eller Östtyskland. I östra Europa härskade Sovjetunionen. Stalin bestämde att Östtyskland, Polen, Tjeckoslovakien, Ungern, Rumänien och Bulgarien skulle ha kommunistiska regeringar.
De europeiska kommunistpartierna var efter kriget på frammarsch, mycket till följd av Sovjetunionens seger över Tyskland på östfronten, men även på grund av att många i Europa började uppfatta det planekonomiska systemet i Sovjet som mer stabilt och framgångsrikt än den europeiska marknadsekonomin som nu höll på att falla samman. Sovjetunionen led dock likt Europa svårt av den förödelse som kriget fört med sig.
En av de som såg de kommunistiska partiernas framväxt i Europa som ett hot var USA:s utrikesminister George Marshall. Marshall ville att USA skulle skänka pengar till länderna i Europa, för att hjälpa de sönderbombade och krigshärjade europeiska länderna att återuppbygga sina fabriker och för att få deras ekonomi på rätt köl.
Ursprungligen erbjöds Marshallhjälp till hela Europa, alltså även till Sovjetunionen och de stater som skulle komma att utgöra det så kallade Östblocket. Stalin motsatte sig emellertid detta.

## Genomförandet
Marshall fick sin vilja igenom. På bara några år skickade USA nästan tretton miljarder dollar till Europa. En del av pengarna gick som lån till européerna, men till övervägande del gavs pengarna bort utan krav på återgäldning. Storbritannien, Frankrike, Italien och Västtyskland mottog den största pengakvoten. Sverige tog också emot Marshallhjälpen – i form av lån och bidrag. Marshallplanen betydde särskilt mycket för Västtyskland. Inom några år efter Marshallplanens införande var de sönderbombade städerna i Västtyskland återigen uppbyggda. Moderniteter som bilar, TV-apparater, allehanda elektriska apparater tillsammans med många andra varor tillverkades i den ånyo rullande tyska industrin.
Alla pengar användes dock inte till uppbyggnad. Under andra världskriget hade Japan erövrat Franska Indokina och Nederländska Indien, och när japanerna kapitulerade förklarade de sig självständiga. Första året använde Nederländerna ungefär halva sin andel av Marshallhjälpen till att försöka återerövra Indonesien. USA hotade då med att Nederländerna inte skulle få några bidrag i framtiden, och Nederländerna tvingades erkänna Indonesiens självständighet.